# All I Wanna Do (Martin Jensen)
All I Wanna Do è un singolo del DJ danese Martin Jensen, pubblicato il 7 luglio 2016 sulle etichette Disco:wax e Ultra Records.

## Tracce
Testi e musiche di Martin Jensen, Lene Dissing e Peter Bjørnskov.
1. All I Wanna Do – 3:14

## Classifiche

### Classifiche settimanali
| Classifica (2016) | Posizione massima |
| ----------------- | ----------------- |
| Danimarca         | 11                |
| Norvegia          | 10                |
| Paesi Bassi       | 49                |
| Svezia            | 24                |

### Classifiche di fine anno
| Classifica (2016) | Posizione |
| ----------------- | --------- |
| Danimarca         | 32        |
| Svezia            | 75        |